# Голіч
Голіч (словац. Holíč nad Moravou, нім. Weißkirchen, угор. Holics) — місто, громада в окрузі Скаліца, Трнавський край, Словаччина. Кадастрова площа громади — 37,784 км². Населення — 11 171 особа (за оцінкою на 31 грудня 2017 р.).
Перша згадка 1205 року.

## Населення
| Рік:            | 1994.  | 2004.   | 2014.   | 2024.   |
| --------------- | ------ | ------- | ------- | ------- |
| Кількість осіб: | 11 261 | 11 617  | 11 181  | 10 858  |
| Різниця:        |        | +3,16 % | -3,75 % | -2,88 % |

| Рік:            | 2023.  | 2024.   |
| --------------- | ------ | ------- |
| Кількість осіб: | 10 928 | 10 858  |
| Різниця:        |        | -0,64 % |

## Галерея

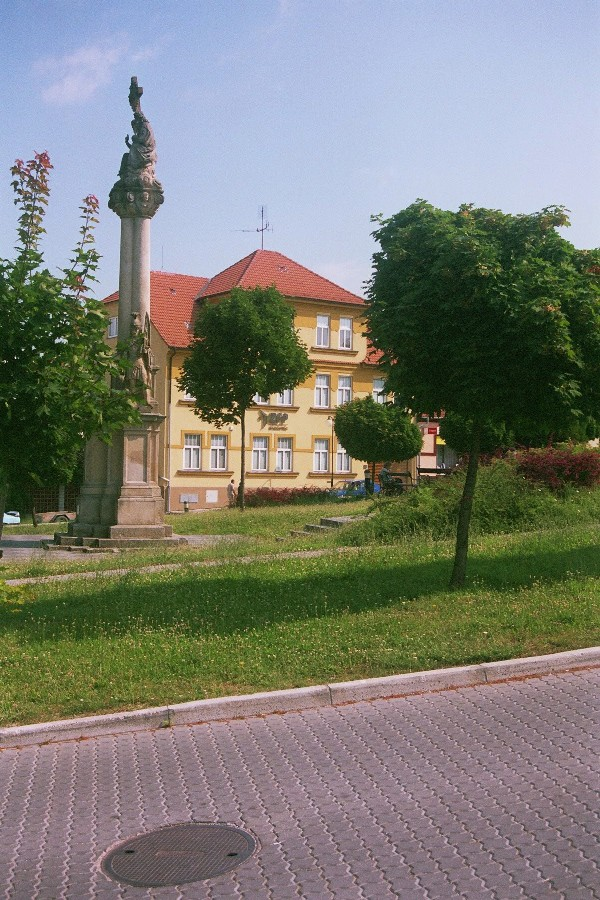
Площа Миру